# Степанов, Ефим Николаевич
Ефи́м Никола́евич Степа́нов (род. 10 ноября 1950) — советский и российский актёр театра и кино, режиссёр-постановщик. Народный артист Российской Федерации (2025), народный артист Республики Саха (2001), лауреат Государственной премии СССР (1986), лауреат Государственной премии России (1998).

## Биография
Ефим Степанов родился 10 ноября 1950 года в поселке Крест-Хальджай Томпонского района Якутской АССР. Учась в школе, занимался художественной самодеятельностью. Во время обучения в 9 классе (в 1967 году) побывал в Якутске, где выступая в сборном концерте художественной самодеятельности познакомился со сценой, увидел толику закулисной жизни театра и был глубоко этим поражён. Домой он уже не возвратился, в 1968 году поступив в театр на должность артиста-практиканта. В 1969 году Ефим Степанов поехал в Москву где поступил в третью якутскую студию Щепкинского училища. В 1974 году Ефим Николаевич вернулся в Якутск. Поначалу для Степанова не было нормальных ролей, так как он со своим обликом не вписывался в рамки традиционных соцреалистических амплуа. Исправил ситуацию однокурсник по Щепкинскому училищу режиссёр Андрей Борисов поставивший спектакль «Желанный голубой берег мой» в котором центральная роль Кириска досталась Ефиму Степанову.

## Признание и награды
- Заслуженный артист Якутской АССР (1985)
- Лауреат Государственной премии СССР (1986)
- Заслуженный артист Российской Федерации (15 января 1993 года) — за заслуги в области искусства[2]
- Лауреат Государственной премии России за 1998 год в области театрального искусства за спектакль Государственного академического драматического театра имени П. Ойунского «Король Лир» по пьесе У. Шекспира
- Народный артист Республики Саха (2001)
- Орден Дружбы (27 декабря 2010 года) — за заслуги в развитии отечественной культуры и искусства, многолетнюю плодотворную деятельность[3]
- Лауреат Государственной премии Республики Саха (Якутия) имени П. А. Ойунского за 2011 год (за подготовку и издание трёхтомника «Антология Саха театра»)[4]
- Народный артист Российской Федерации (25 марта 2025 года) — за большие заслуги в развитии кинематографического, театрального, хореографического, циркового и эстрадного искусства[5].
- Почётный гражданин Томпонского района[6]

## Творчество

### Роли в театре

#### Саха академический театр имени П. А. Ойунского
- Джоро — «Проделки Джоро» М. Тойбаева
- Митрофанушка — «Недоросль» Д. Фонвизина
- Анучкин — «Женитьба» Н. Гоголя
- Кириск — «Желанный голубой берег мой» Ч. Айтматова
- А. И. Софронов — «Алампа, Алампа» Н. Лугинова
- Кудангса — «Кудангса Великий» П. Ойунского
- Лир — «Король Лир» У. Шекспира
- Күһэнэй — «Лоокуут и Ньургуһун» Т. Сметанина
- Аптекарь — «Однажды в городе» У. Шекспира
- Хохочой — «По велению Чингисхана» Н. Лугинова
- Макарьев — «В защиту прекрасного» И. Гоголева
- Городулин — «На всякого мудреца довольно простоты» А. Островского
- Мэкчэ — «Дыгын Дархан» И. Гоголева
- Отец Фёдор — «Прости отец, прости!» В. Харысхала
- Байбал — «Бедный Яков» Алампа
- Баркуоскай — «Именитый поэт Арбита» А. Дойду

### Фильмография
- 2009 — Тайна Чингис Хаана / Тайна Чингис Хаана — Хохочой